# ريتا غويبرت
ريتا غويبرت (بالإنجليزية: Rita Guibert)‏ هي مترجمة وصحفية أمريكية، ولدت في 5 ديسمبر 1916 في بوينس آيرس في الأرجنتين، وتوفيت في 5 ديسمبر 2007 في نيويورك في الولايات المتحدة.